# Anthony Johannes Blok
Anthony Johannes Blok (Hees, 25 februari 1868 – Leiden, 19 maart 1934) was een Nederlands rechtsgeleerde en als hoogleraar strafrecht en strafvordering verbonden aan de Universiteit Leiden.

## Biografie
Blok werd geboren in Hees als zoon van een predikant. Hij bracht zijn middelbareschooltijd door aan het gymnasium in Nijmegen waarna hij in 1887 rechten ging studeren aan de Universiteit Leiden. In 1889 slaagde hij voor het kandidaatsexamen en in 1892 voor het doctoraalexamen. Hierna startte hij met een promotietraject en promoveerde in 1893 bij Henri van der Hoeven op het proefschrift Over het onderscheid tusschen medeplegen en medeplichtig zijn. Met dit proefschrift verdedigde hij de onhoudbaarheid van bedoeld onderscheid. Na zijn promotie ging hij aan de slag als procureur en advocaat in Den Bosch. Daarnaast was hij beëdigd klerk bij de arrondissementsrechtbank van Den Bosch. In 1897 ging hij in het arrondissement Rotterdam aan de slag als ambtenaar van het Openbaar Ministerie en in 1899 in Amsterdam. Vervolgens werd hij in 1904 benoemd tot substituut-officier van justitie in Rotterdam.
In 1908 werd Blok aangesteld als hoogleraar strafrecht en strafvordering aan de Universiteit van Leiden. Hij volgde hiermee Henri van der Hoeven op. Datzelfde jaar oreerde hij met de rede Positie en Taak van het Openbaar Ministerie. In 1910 werd hij medewerker bij het tijdschrift Tijdschrift voor Strafrecht en van 1921 tot 1931 was hij redacteur. Gedurende het studiejaar 1923-1924 was hij secretaris van de Leidschen academische senaat en in het studiejaar 1924-1925 vervulde hij rector magnificus. In 1925 hield hij ter ere van het driehonderdvijftigjarige bestaan van de universiteit de rectorale rede De ontwikkeling van het strafstelsel in Nederland. Ook werd Wilhelmina der Nederlanden ter gelegenheid van dit jubileum een eredoctoraat in de rechten verleend. Samen met Louis Christiaan Besier schreef hij het driedelige standaardwerk Het Nederlandsche strafproces dat in 1925/26 uitgegeven werd. Dit werk is gedurende de periode van een halve eeuw een standaardwerk gebleven. In 1930 werd hem wegens gezondheidsredenen eervol ontslag verleend en werd opgevolgd door Jacob Maarten van Bemmelen.
Blok vervulde ook een aantal maatschappelijke functies. Zo was hij in Leiden van 1912 tot 1921 lid en later ook voorzitter van het College van Regenten over de Rijkswerkinrichting voor vrouwen. Van 1912 tot 1921 was hij lid en later voorzitter van de Commissie van Toezicht over het tijdelijke Rijksopvoedingsgesticht. Gedurende de periode 1919 tot 1930 was hij lid van het Centraal College voor de Reclassering. Daarnaast was hij lid van het Algemeen College van Toezicht, Bijstand en Advies voor het Rijks tucht- en opvoedingswezen.
Hij overleed op 66-jarige leeftijd in Leiden.
Blok was Ridder in de Orde van de Nederlandse Leeuw.

## Publicaties (selectie)
- Het Nederlandsche Strafproces (1925/26, drie delen). met: Louis Christiaan Besier
- De ontwikkeling van het strafstelsel in Nederland: rectorale oratie ter viering van den 350sten Dies Natalis der Leidsche Universiteit op Maandag 9 Februari 1925 in de Pieterskerk te Leiden. (1925).
- Positie en Taak van het Openbaar Ministerie (1908, oratie).
- Over het onderscheid tusschen medeplegen en medeplichtig zijn (1893, proefschrift).